# Skašov
Skašov település Csehországban, a Dél-plzeňi járásban. Skašov Horšice, Týniště, Měčín, Letiny és Žinkovy településekkel határos. Lakosainak száma 210 fő (2024. január 1.).

## Népesség
A település lakosságának változását az alábbi diagram mutatja:
| Lakosok száma | 540  | 518  | 536  | 393  | 270  | 236  | 232  | 212  | 206  | 210  |
|               | 1869 | 1900 | 1921 | 1961 | 1980 | 2011 | 2016 | 2019 | 2021 | 2024 |